# Долни Стубол
 Тази статия е за едното пробищипско село.  За другото вижте Горни Стубол.  
Долни Стубол (на македонска литературна норма: Долни Стубол) село в община Пробищип, Северна Македония.

## География
Селото се намира в южното подножие на еруптивната планинска верига Плавица — Манговица (Църни връх). В близост е Сакуличкият проход, през който в миналото минава кервански път, свързващ Велес с Кюстендил.
Землището му е 6,7 км2, като земеделската площ е 628 хектара, от които 448 хектара са земеделски земи, 138 хектара пасища и 42 хектара гори.
Двете села Долни и Горни Стубол са наричани общо Стублите.

## История
В края на XIX век Долни Стубол е село в Кратовска каза на Османската империя. Според статистиката на Васил Кънчов („Македония. Етнография и статистика“) към 1900 година в селото живеят 140 българи християни.
В началото на XX век населението на Долни Стубол е под върховенството на Българската екзархия. По данни на секретаря на екзархията Димитър Мишев („La Macédoine et sa Population Chrétienne“) в 1905 година в Долни Стубол (Dolni-Stoubol) има 200 българи екзархисти и 12 власи и функционира българско училище.
При избухването на Балканската война в 1912 година 13 души от Стубол (Горни и Долни) са доброволци в Македоно-одринското опълчение. Самото село е ограбено и подпалено от османски войски. В 1913 година след Междусъюзническата война селото попада в Сърбия, а по-късно в Югославия.
Според преброяването от 2002 година Долни Стубол има 168 жители – 84 мъже и 84 жени в 66 домакинства и 120 къщи.
Църквата „Свети пророк Йеремия“ е изградена в 1936 година, а е обновена и преосветена в 2003 година от митрополит Агатангел Брегалнишки.

## Личности
Родени в Долни Стубол
- Григор (Глигор) Нанов (Нанев) (1887 – ?), български революционер, македоно-одрински опълченец, четата на Тодор Александров и Славчо Абазов, 1 рота на 13 кукушка дружина, Сборна партизанска рота на МОО, носител на орден „За храброст“ IV степен,[7] четник на Дончо Ангелов в 1914[8] и 1915 година,[9] и на Стоян Леков[10] и Дончо Ангелов в 1915 година,[11] жив към 1918 година,[12] от Горни или Долни Стубол
- Йордан Иванов Бошков (? - след 1943),[13] македоно-одрински опълченец, 1-ва рота на 3-а солунска дружина,[14][15] носител на кръст „За храброст“ IV степен,[15] на 21 април 1943 година, като жител на Долни Стубол, подава молба за българска народна пенсия,[13] която е одобрена и пенсията е отпусната от Министерския съвет на Царство България[14]
- Павле, деец на ВМОРО, войвода на четата от Стублите, роден в Горни или Долни Стубол.[16]